# Ruhi
Ruhi fou un historiador otomà, mort després del 1511. Poc se sap de la seva vida. Va escriure la Tawarikh-i Ali-i Othman (Tarikh-i Ruhi) que relata la història de la dinastia otomana fins al 1511.